# Gonodes dianiphea
Gonodes dianiphea är en fjärilsart som beskrevs av Jones 1908. Gonodes dianiphea ingår i släktet Gonodes och familjen nattflyn. Inga underarter finns listade i Catalogue of Life.